# قينرجة عليا
قينرجة عليا (بالفارسية: قینرجه علیا) هي منطقة سكنية تقع في Charuymaq-e Jonubesharqi Rural District في إيران. يقدر عدد سكانها بـ 69 نسمة .